# Bernd Jentzsch
Bernd Jentzsch (* 27. Januar 1940 in Plauen) ist ein deutscher Schriftsteller. Er war Verlagslektor, Lyriker, Erzähler, Übersetzer und Essayist. In seiner beruflichen Rolle als Verlagslektor war er in die Zensurmechanismen eingebunden; seine Überzeugungen standen jedoch im Widerstand zum System.

## Leben
Bernd Jentzsch, im Vogtland geborener Sohn der Schneiderin Hildegard Jentzsch, geborene Mehnert, und des Schriftsetzers Hans Jentzsch, studierte von 1960 bis 1965 Germanistik und Kunstgeschichte in Leipzig und Jena. In beiden Fächern erhielt er ein Diplom. Von 1965 bis 1974 war Jentzsch im Verlag Neues Leben in Ost-Berlin angestellt und wirkte dort als Verlagslektor (ab 1967) sowie von 1967 bis 1976 als Initiator und Herausgeber der Lyrikreihe Poesiealbum, in der zahlreiche junge DDR-Autoren erstmals publiziert und zeitgenössische internationale Lyriker erstmals dem DDR-Publikum vorgestellt wurden. In einem Vierteljahrhundert erschienen 275 Ausgaben in stets gleicher Ausstattung: 32 Seiten stark, mit einer doppelseitigen Grafik und zum Preis von neunzig Pfennig. Von 1974 bis 1976 war er als freier Schriftsteller tätig. 1976 kehrte Jentzsch nach einem Studienaufenthalt in der Schweiz nicht in die DDR zurück, nachdem ihn Strafandrohungen wegen seines Protests (in der Auslandspresse veröffentlichter Brief an Honecker) gegen die Ausbürgerung Wolf Biermanns erreicht hatten.
Er gab ab 1980 die Reihen Walter Literarium, Der kleine Walter und (mit Juergen Seuss) Die Rüsselspringer heraus. 1977 bis 1984 war er Lektor des Walter Verlags in Olten; daneben hatte er 1982 eine Gastprofessur am Oberlin College in Ohio in den USA. Mit Helmut Heißenbüttel gab er von 1978 bis 1981 die Literaturzeitschrift Hartmannstraße 14 heraus. Im Jahr 1991 wurde er zum Gründungsdirektor des in der Nachfolge des Institutes für Literatur „Johannes R. Becher“ aufgebauten Deutschen Literaturinstituts Leipzig ernannt; nach Aufnahme des regulären Lehrbetriebs leitete er das Institut von 1995 bis 1999 als Direktor. 2007 fungierte er nochmals kurzzeitig als Herausgeber des beim Märkischen Verlag Wilhelmshorst wiedererstandenen Poesiealbums.
Am 25. Januar 2010 trat er aus Protest gegen »Unterwanderung« durch vergangenheitsbelastete Mitglieder der Akademien aus der Sächsischen Akademie der Künste und der Freien Akademie der Künste Leipzig aus.
Er war evangelisch, trat 1966 aus der Kirche aus, und lebte unter anderem in Küsnacht, hatte Birgit Schreiber geheiratet, mit der den Sohn Stefan hat. Heute lebt Bern Jentzsch in Euskirchen.

## Werke

### Geschriebenes
- Der Ort.
- Alphabet des Morgens. Gedichte. Mitteldeutscher Verlag, 1961.
- mit Jannis Ritsos: Die Wurzeln der Welt. Volk und Welt, Berlin 1970.
- Jungfer im Grünen. Erzählungen. Hanser, München 1972, ISBN 3-446-11785-7.
- Muskel-Floh Ignaz von Stroh. Kinderbuch. 1974.
- Ratsch und ade! Hinstorff, Rostock 1975, und Hanser, München 1977.
  - Auszug: Ein Streifzug der Tiere. In Horst Heidtmann (Hrsg.): Die Verbesserung des Menschen. Märchen. Beiträge von Franz Fühmann u. a. ― Luchterhand Literaturverlag, Darmstadt 1982 ISBN 3-472-61413-7, S. 172–180.
- In stärkerem Maße. Gedichte. 1977 (deutsch und schwedisch).
- Quartiermachen. Gedichte. Heyne, München 1978; 1982, ISBN 3-453-85025-4.
- Berliner Dichtergarten und andere Brutstätten der reinen Vernunft. Erzählungen. 1979.
- Die Wirkung des Ebers auf die Sau. Kinderbuch. 1980.
- Irrwisch. Ein Gedicht. 1980.
- Das Gastgeschenk. Insel, 1982, ISBN 3-458-32049-0.
- Das Kaninchen von Berlin oder Von den strengen Ordnungen. Erzählungen. 1983.
- Rudolf Leonhard, Gedichteträumer. Essay. 1984.
- Ratsch und ade. Sieben jugendfreie Erzählungen. Hanser, 1984, ISBN 3-446-12303-2.
- Poesiealbum 276, BrennGlas Verlag Assenheim, ISBN 3-924243-29-8
- Die alte Lust, sich aufzubäumen. Reclam, Leipzig 1992, ISBN 3-379-01452-4.
- mit Wolfgang Fischbach: Vorgestern hat unser Hahn gewalzert. Middelhauve, 1992, ISBN 3-7876-9780-2.
- Flöze. Schriften und Archive 1954-1992. Connewitzer Verlagsbuchhandlung, Leipzig 1993, ISBN 3-928833-22-7.
- Von der visuellen Wohlhabenheit. C. H. Beck, München 1998, ISBN 3-406-35885-3.
- Peter Stein: „Badstilleben mit Selbstportrait“, gesehen von B. Jentzsch, Haus Schlangeneck, Schweinheim (Euskirchen) 2006
- Welt-Echo. 76 ostwestliche Schriftbilder, Haus Schlangeneck, Schweinheim 2006
- Erotisches Meer. Gedichte. Un Art Ig, Aschersleben 2007 ISBN 3-9810379-5-2.

### Gefilmtes
- Gedichte und Gespräche. 1975.
- Die geliebte Stadt. 1982.

## Auszeichnungen
- 1968 Bobrowski-Medaille
- 1978 Werkjahr der Stadt Zürich
- 1978 Werkpreis des Kantons Zürich
- 1982 Förderpreis der Deutschen Industrie
- 1987 Märkisches Stipendium für Literatur
- 1994 Eichendorff-Literaturpreis